# 库嘎造山运动

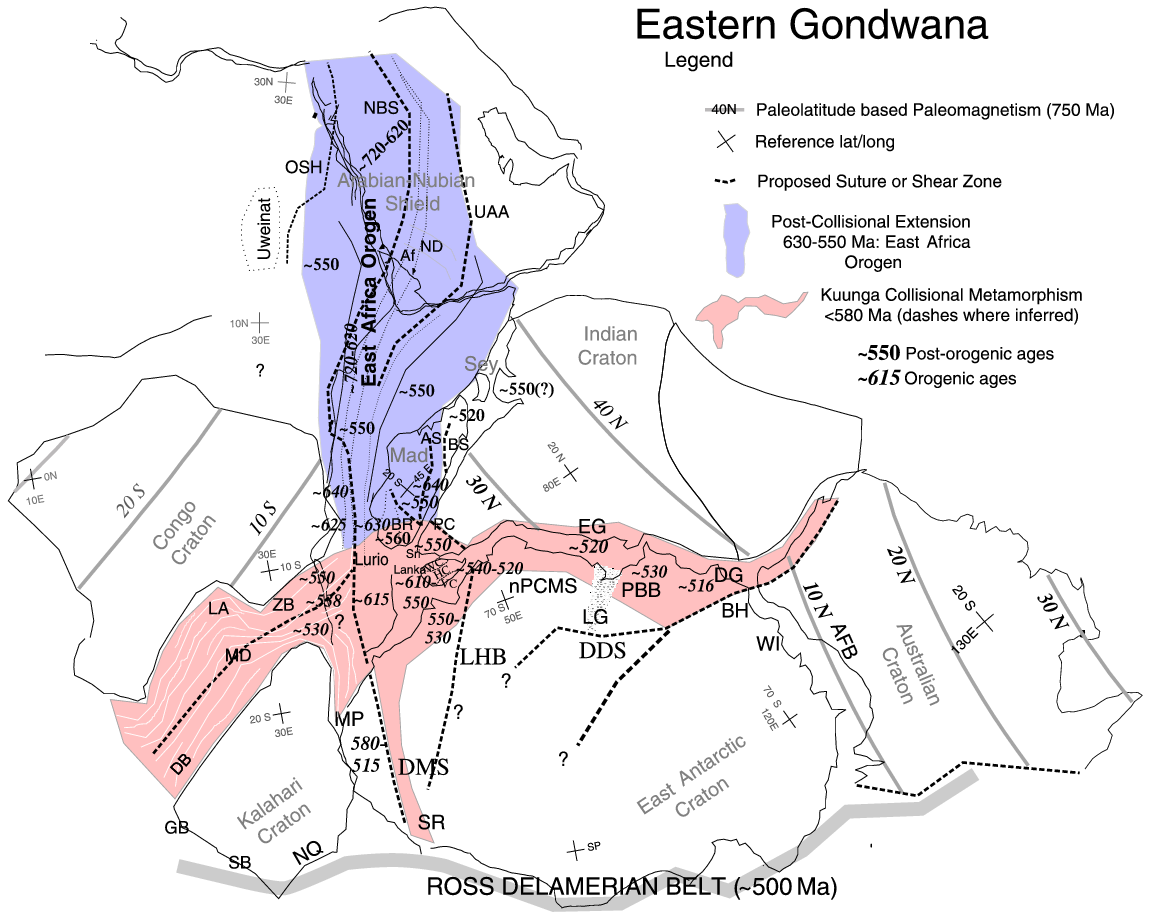
570-530Ma库嘎造山运动的碰撞变质作用为红色，620-550Ma的碰撞后东非造山运动扩张为蓝色。

库嘎造山运动(来自斯瓦西里语“联合”):32是一个出现于震旦纪和寒武纪东南非的造山带。库嘎造山运动可分为3个独立的造山带(达马拉、赞比西和卢里奥)，比东非造山运动年代稍早，记录了南北冈瓦纳大陆间的合并，其发生的地区主要位于今日南极洲毛德皇后地和非洲莫桑比克北部。:86
名称在1995年由J. G. Meert、R. van der Voo和S. Ayub提出。:225–244

## 资料
- Grantham, G. H.; Macey, P. H.; Horie, K.; Kawakami, T.; Ishikawa, M.; Satish-Kumar, M.; Tsuchiya, N.; Graser, P.; Azevedo, S. . Precambrian Research. 2013, 234  [10 September 2017]. doi:10.1016/j.precamres.2012.11.012.:85–135
- Meert, J. G. . Tectonophysics. 2003, 362 (1). Bibcode:2003Tectp.362....1M. doi:10.1016/S0040-1951(02)00629-7.:1–40